# Sasaguri (Fukuoka)
Sasaguri (jap. 篠栗町 Sasaguri-machi) ist eine Gemeinde im Landkreis Kasuya in der Präfektur Fukuoka, Japan.
Die Stadt Sasaguri hat 31.213 Einwohner (Stand: 1. Oktober 2016).
Die Fläche beträgt 38,90 km² und die Einwohnerdichte ist etwa 802 Personen pro km².

## Sasaguri Pilgerweg
In Anlehnung an den berühmten Shikoku-Pilgerweg gibt es hier die „88 Orte von Shikoku in Sasaguri“ (jap. 篠栗四国八十八箇所, Sasaguri Shikoku hachijū hakkasho), ein „Miniatur-Pilgerweg“ zur Verehrung von Kūkai (774–835), dem Gründer der buddhistischen Shingon-Schule.

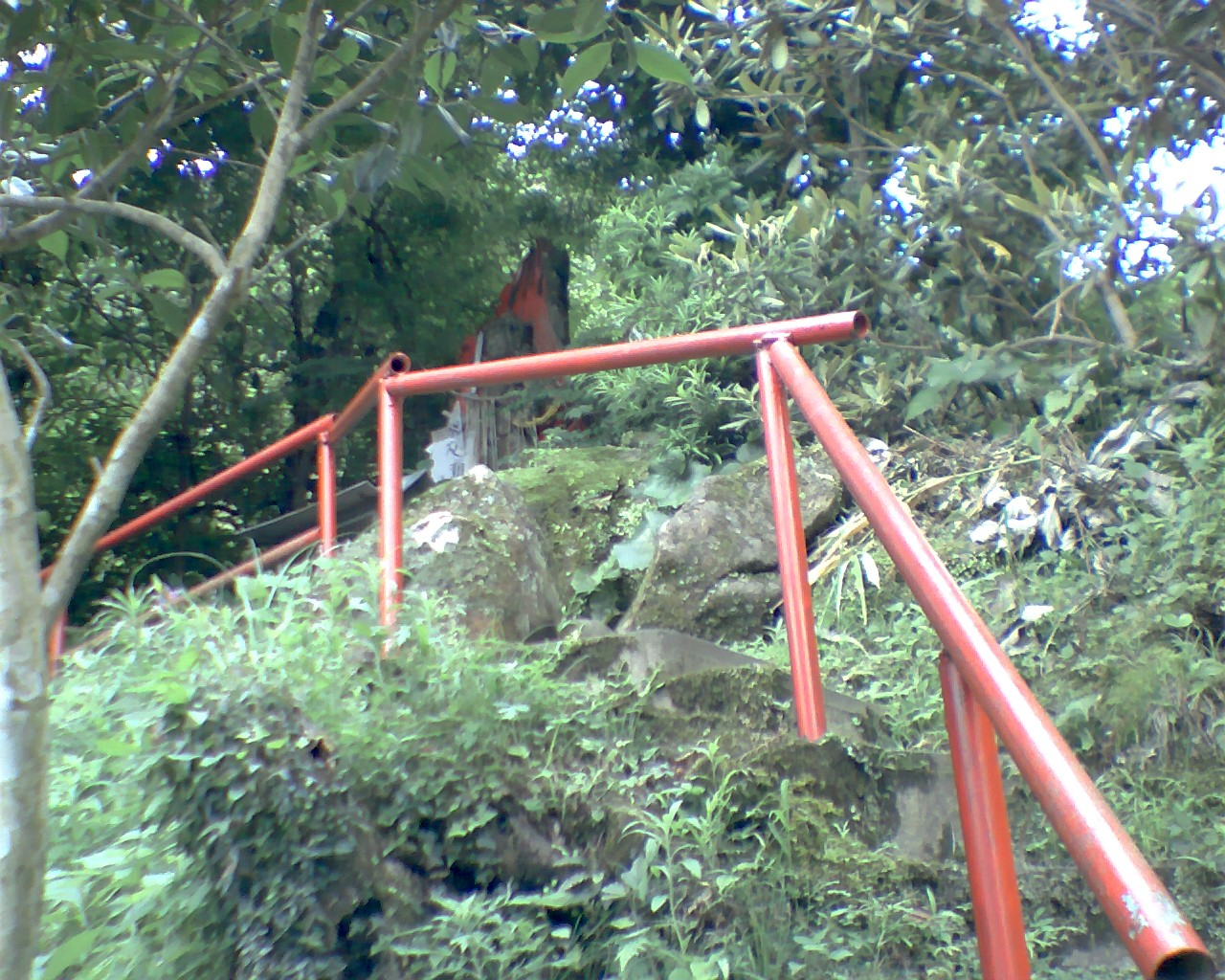
Fudō myō-ō (Acala) im Tempel Hirahara Kannon-dō (Station Nr. 41)
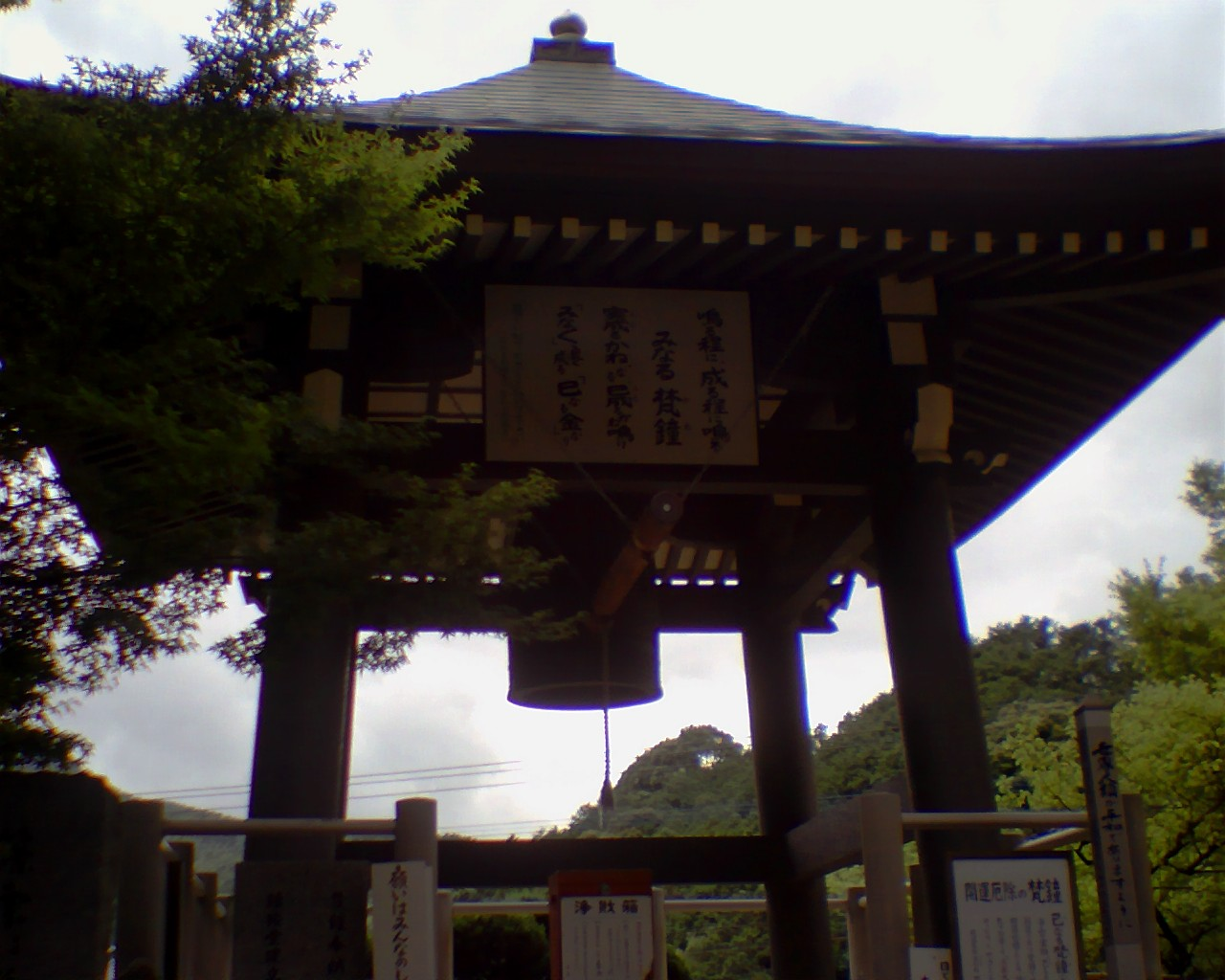
Glockenturm des Akashi-Tempels (Station Nr. 43)
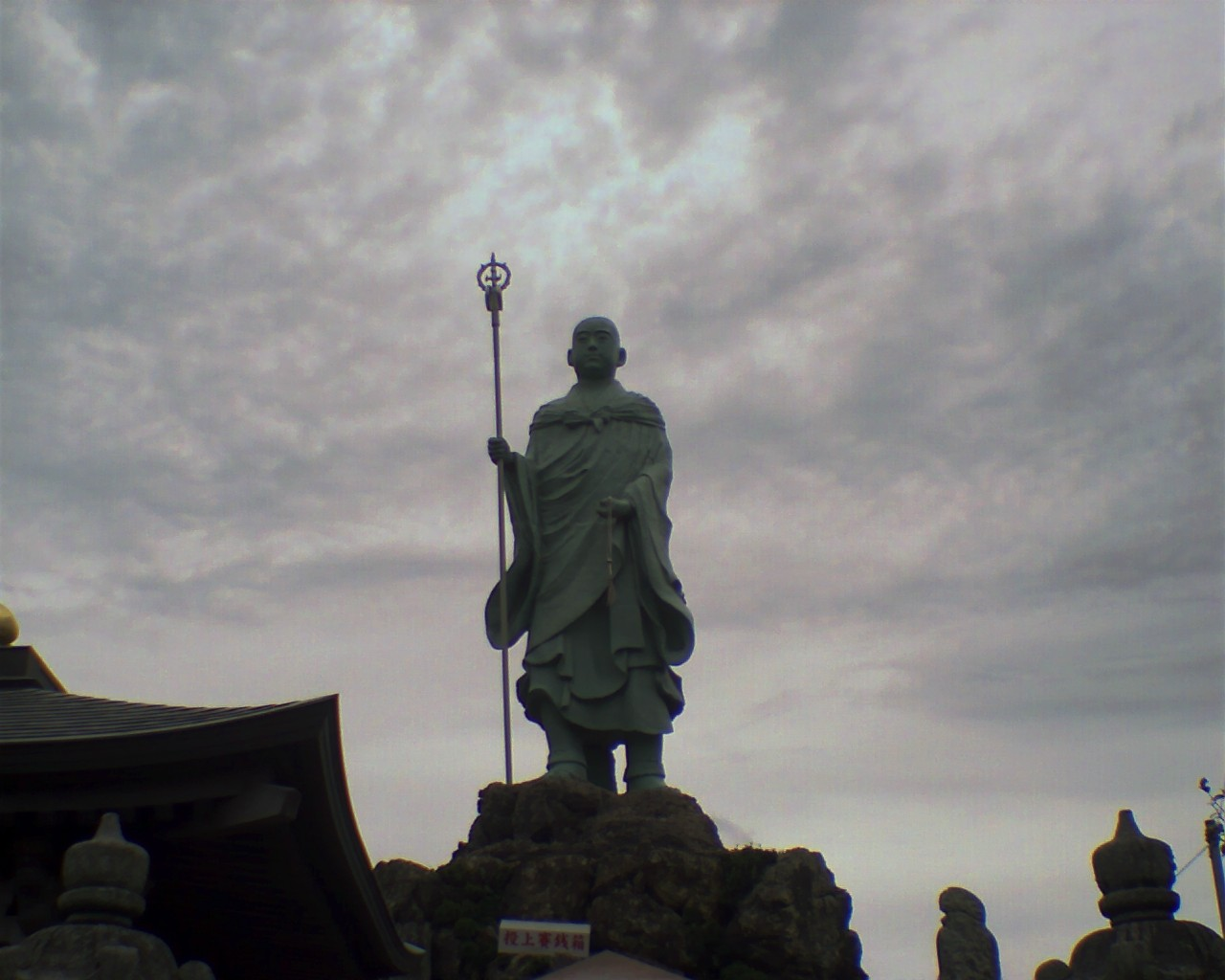
Statue von Kūkai im Tempel Henshō-in (Station Nr. 62)
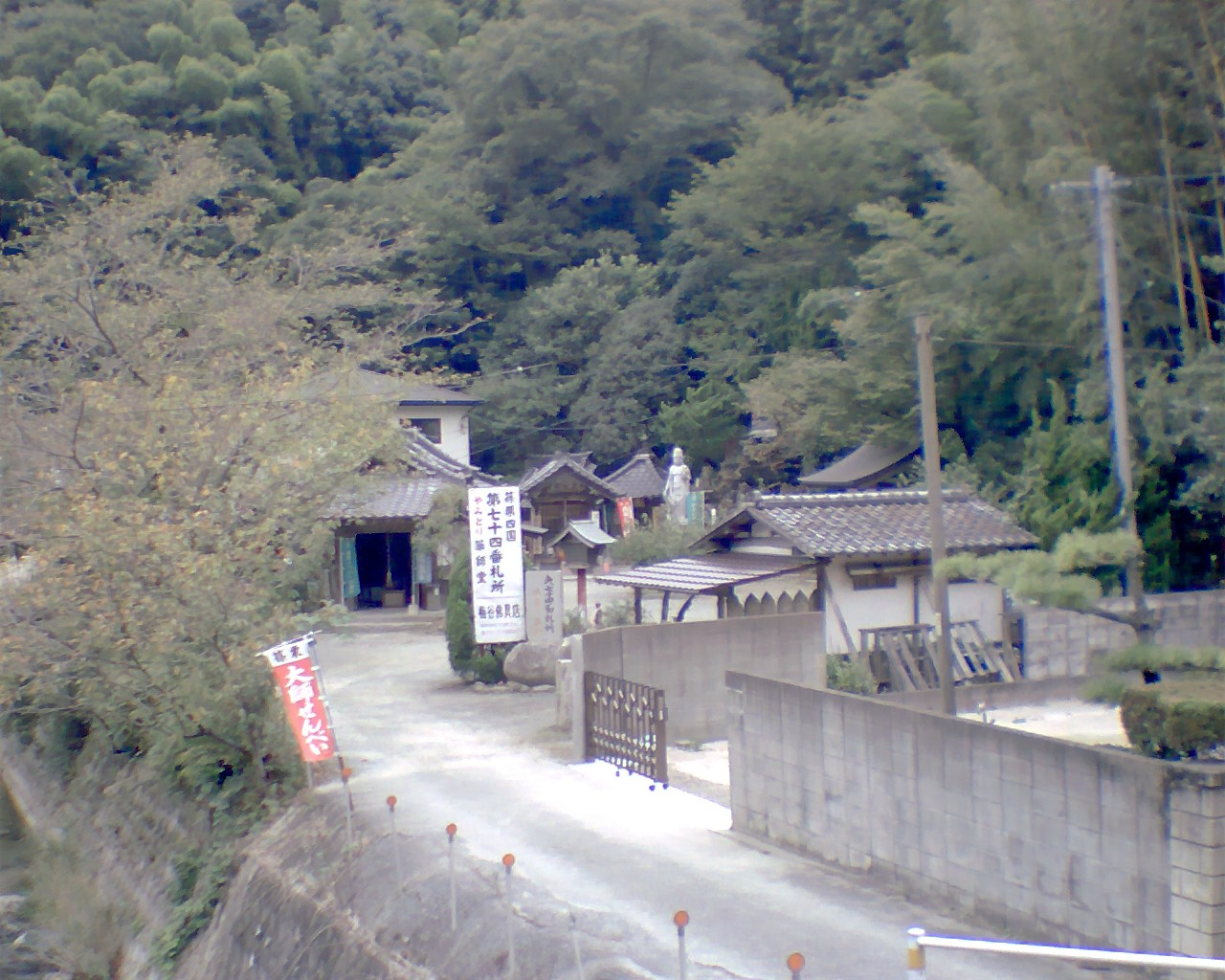
Yakushi-dō, ein dem Buddha der Heilung (Bhaisajyaguru) gewidmeter Tempel (Station Nr. 74)
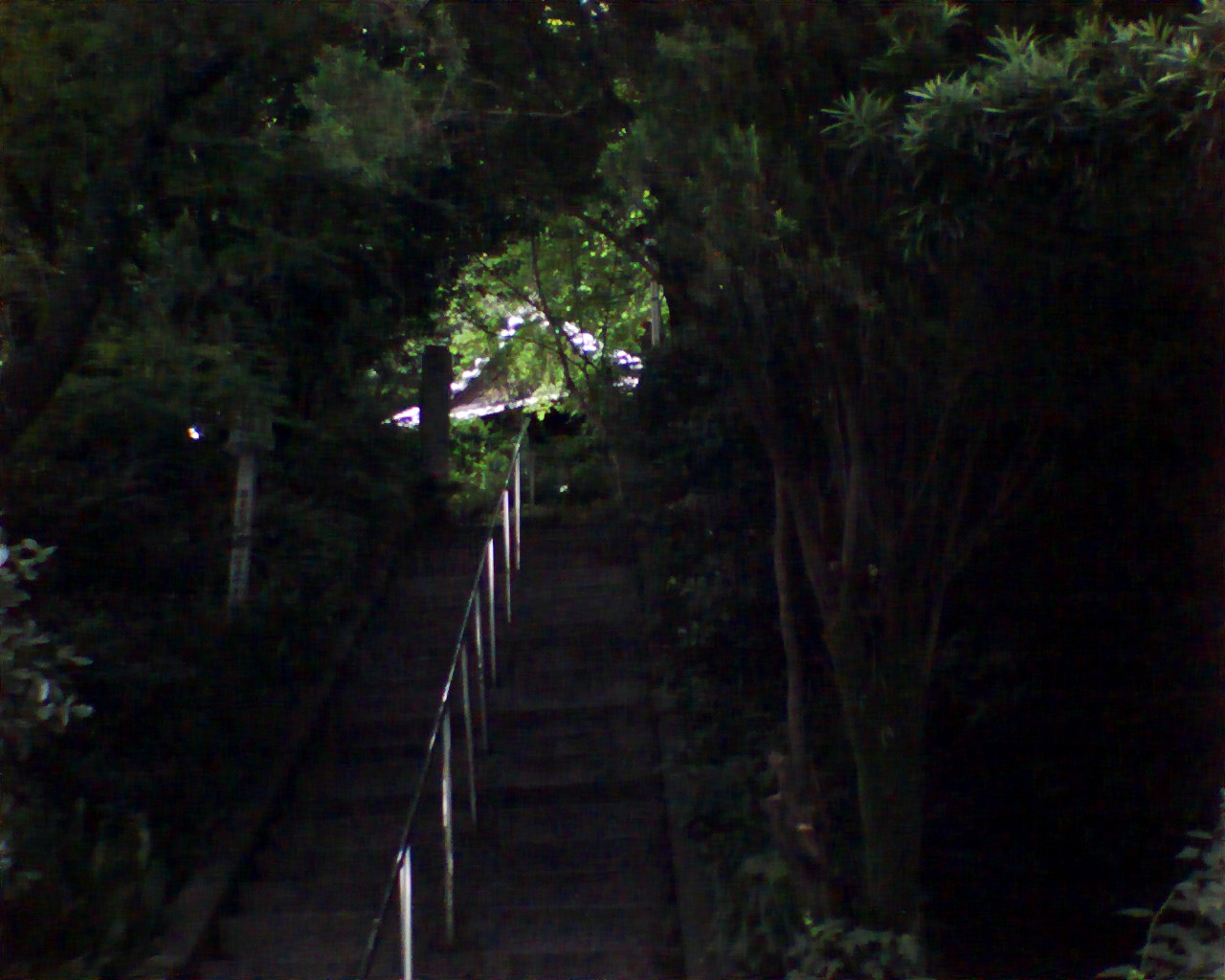
Aufgang zum Tempel Yamate Amida-dō (Station Nr. 78)

## Angrenzende Städte und Gemeinden
- Iizuka
- Miyawaka
- Sue
- Kasuya
- Hisayama